# ベイリー・ザッピー
ベイリー・マイケル・ザッピー（[ˈzæpiː], ZAP-ee）（Bailey Michael Zappe, 1999年4月26日 - ）は、アメリカ合衆国テキサス州ビクトリア出身のプロアメリカンフットボール選手。ポジションはクォーターバック。

## 大学入学以前
ザッピーはテキサス州ビクトリアで育ち、ビクトリアイースト高校に通っていた。シニアイヤーに3,770ヤードを獲得、37タッチダウンパスをあげ、ラッシングにおいても633ヤードを獲得、15タッチダウンを記録した 。

## 大学時代

### ヒューストン・バプティスト大学時代
ザッピーはヒューストンバプティスト大学での最初の年に9試合に先発出場し、獲得ヤード1,548ヤード、タッチダウンパス5回、インターセプト10回、2回のラッシングタッチダウンを記録した 。ジュニアイヤーには、560回中357回のパスを成功させ、獲得ヤード3,811ヤード、タッチダウンパス35回、インターセプト15回を記録した  。シニアイヤーには、 COVID-19パンデミックによりサウスランドカンファレンスの秋のフットボールシーズンが中止となった後、短縮して行われたシーズンの4試合でインターセプト1回に対して、獲得ヤード1,833ヤードとタッチダウンパス15回をあげた。シーズン終了後、ザッピーはトランスファー・ポータルに入った 。

### ウェスタンケンタッキー大学時代
ザッピーは、元HBUオフェンシブ コーディネーターのザック・キットリーに続いて、ウェスタンケンタッキー大学への移籍を決めた   。HBUでのザッピーのトップワイドレシーバーだったジェレス・スターンズもウェスタンケンタッキー大学に移籍した  。彼は、2021年シーズンのスターティングクォーターバックに指名された。 ウェスタンケンタッキー大での最初の試合で、彼は、獲得ヤード424ヤード、タッチダウンパス7回を記録し、テネシー大学への59-21での勝利に貢献した  。
2021年のレギュラーシーズン中、ザッピーは獲得ヤード5,545ヤード、タッチダウンパス56回という驚異的な記録で、NCAAディビジョンⅠフットボール ボウル・サブディビジョン(FBS)をリードした。 2021年のボカラトンボウルの前に、彼は2位のFBSクォーターバック (ミシシッピ州立大学のウィル・ロジャース) よりも1,100ヤード近く多く投げていた。 2003年のテキサス工科大学、2019年のLSU時代のジョー・バロウにそれぞれ並んだ。 2021年のボカラトンボウルでのアパラチアン州立大学との対戦で、彼は両方の記録を破り、獲得ヤード5,967ヤード、タッチダウンパス62回をあげ、シーズンを終えた 。

### 大学時代の成績
| 伝説 | 伝説                             |
| ---- | -------------------------------- |
|      | FCS/FBS記録                      |
|      | サウスランド/C-USAにおけるトップ |
| 太字 | キャリアベスト                   |
| 斜体 | FCS/FBSにおけるトップ            |

| シーズン                     | パス  | パス  | パス     | パス       | パス | パス | パス         | ラッシュ | ラッシュ   | ラッシュ       | ラッシュ |
| シーズン                     | 成功  | 試投  | 成功確率 | 獲得ヤード | TD   | Int  | レイティング | 回数     | 獲得ヤード | 平均獲得ヤード | TD       |
| ---------------------------- | ----- | ----- | -------- | ---------- | ---- | ---- | ------------ | -------- | ---------- | -------------- | -------- |
| ヒューストンバプティスト大学 |       |       |          |            |      |      |              |          |            |                |          |
| 2017レッドシャツ             | 150   | 266   | 56.4     | 1,548      | 5    | 10   | 103.9        | 81       | 50         | 0.6            | 2        |
| 2018                         | 252   | 436   | 57.8     | 2,822      | 23   | 13   | 123.6        | 118      | 179        | 1.5            | 1        |
| 2019                         | 357   | 560   | 63.8     | 3,811      | 35   | 15   | 136.2        | 53       | 0          | 0.0            | 0        |
| 2020                         | 141   | 215   | 65.6     | 1,833      | 15   | 1    | 159.3        | 19       | 14         | 0.7            | 0        |
| ウエスタンケンタッキー大学   |       |       |          |            |      |      |              |          |            |                |          |
| 2021                         | 476   | 687   | 69.3     | 5,967      | 62   | 11   | 167.5        | 51       | 17         | 0.3            | 3        |
| 合計                         | 1,225 | 1,897 | 64.6     | 14,433     | 135  | 40   | 146.7        | 241      | 210        | 0.9            | 4        |

## プロキャリア
| 6 ft 0+1⁄2 in (184 cm)      | 215 lb (98 kg) | 31+3⁄8 in (80 cm) | 9+3⁄4 in (25 cm) | 4.88 s | 1.60 s | 2.74 s | 4.40 s | 7.19 s | 30.0 in (76 cm) | 9 ft 1 in (2.77 m) |
| All values from NFL Combine |                |                   |                  |        |        |        |        |        |                 |                    |

ザッピーは、2022年のNFLドラフトの４巡目全体137位で指名され、ニューイングランド・ペイトリオッツに入団した 。

### 2022シーズン
第3週にマック・ジョーンズが怪我を負い、翌週のグリーンベイ・パッカーズ戦に欠場となったため、ザッピーは2番手のブライアン・ホイヤーの控えとなった。しかし、ホイヤーが第1クォーターに負傷したため、代わりに出場し、NFLデビューを果たした。その試合でザッピーは15本中10本のパスで99ヤード、1TDパスを記録した。第5週のデトロイト・ライオンズ戦ではプロ初の先発出場を果たすと、21本中17本のパスで188ヤード、1TDパス、1INTの成績を残し、29-0でのペイトリオッツの完封勝ちに貢献した。第6週のクリーブランド・ブラウンズ戦では、309ヤード、2TDパスを通し、2試合の先発出場で両試合ともパサーレイティング100以上を記録したスーパーボウル時代が始まって以来初のルーキーQBとなった。

### 2023シーズン
2023年8月9日に最終ロスターからカットされ、翌日には練習メンバーとして契約。9月9日に本契約にサインを行った。
前年同様ベンチからの出場が予想されたシーズンで、マック・ジョーンズの不振に伴い、第13週のロサンゼルス・チャージャーズ戦から先発起用をされる。試合は0-6で敗れたものの13/25回パス成功141ヤードを記録した試合であった。翌週のサーズデーナイトフットボールでのピッツバーグ・スティーラーズ戦で、前半で3TDパスを決めるなど21-18で勝利する。翌々週のデンバー・ブロンコス戦でもアップセットを果たしたが、残り2試合合計0TD, 5INTの大不調となる。

### 2024シーズン
2024年8月26日、ザッピーはまた最終ロスターに残れず、放出となった。8月28日にカンザスシティ・チーフスのプラクティス・スクワッドとして契約した。
10月22日、デショーン・ワトソンのシーズンエンドとなる負傷に伴って、クリーブランド・ブラウンズに獲得された。12月4日にアクティブロースター入りの契約を交わし、ボルチモア・レイブンズとのシーズン最終戦に先発した。

### 2025シーズン
2025年3月14日、カンザスシティ・チーフスと1年契約を結んだ。